# 埃爾卡門 (拉烏尼翁省)
埃爾卡門（西班牙語：El Carmen），是薩爾瓦多的城鎮，位於該國東部，由拉烏尼翁省負責管轄，面積105.38平方公里，海拔高度114米，2007年人口12,324，人口密度每平方公里116.95人。
13°21′N 88°0′W / 13.350°N 88.000°W